# Битва в околицях Тунісу (307)
Битва в околицях Тунісу – битва у 307 р. до н.е. між карфагенянами та силами сиракузького тирана Агафокла, котра вирішила долю кількарічної експедиції останнього до Африки.
У 307 р. до н.е., досягнувши великих успіхів в своєму поході проти африканських володінь Карфагену, Агафокл вирушив керувати операціями на Сицилії, залишивши військо під командуванням свого сина Архагата. Останній, намагаючись протидіяти одразу всім карфагенським арміям,  нерозважливо розділив свої сили на чотири війська, половина з яких була знищена карфагенянами. Після цього Архагат зібрав залишки сил у базовому таборі, котрий вже четвертий рік знаходився неподалік від Карфагену, в Тунісі.
Прибувши на заклик сина до своєї експедиційної армії, Агафокл знайшов її у важкому становищі. Карфагеняни здійснювали блокаду з суходолу та моря, спричинивши нестачу продовольства. До того ж, велике значення мала затримка у виплаті винагороди найманцям, що викликало заворушення серед них. Налаштувавши воїнів до битви обіцянками здобичі, Агафокл повів їх на ворога. У нього було лише 12 тисяч піхотинців (з них половина була набрана з числа італійських племен – самнітів, етрусків та галлів) і 1,5 тисячі вершників. Також його сторони поки тримались 10 тисяч місцевих союзників (в яких, за твердженням Діодора, було ще 6 тисяч колісниць), котрі були готові легко змінити сторону. 
Карфагеняни розташувались на підвищених та важкодоступних позиціях і не бажали виходити на битву, сподіваючись перемогти заблокованого ворога голодом. Не маючи іншого виходу, Агафокл повів своє військо прямо на ворожий табір. Певний час у битві на перетятій місцевості проти переважаючих сил карфагенян сиракузьке військо трималось, проте, в підсумку, було вимушене відступити до свого табору, втративши 3 тисячі воїнів. 
Під час переслідування карфагеняни намагались не нападати на місцевих союзників тирана, показуючи свою прихильність до них. Вночі 5 тисяч лівійців знялись із місця та попрямували до карфагенян, збираючись перейти на їх сторону. Тим часом у карфагенському таборі в подяку за перемогу приносили в жертву полонених. Розведені для цього багаття та сильний порив вітру спровокували велику пожежу, оскільки при спорудженні житла використовували тростину та солому. Чимало карфагенян вже загинуло у цій пожежі, коли прийшла чутка про рух до табору якихось загонів. Подумавши про ворожий напад, карфагеняни почали масово тікати до столиці, втрачаючи людей у незрозумілих нічних сутичках та при падінні в урвища. У результаті військо, котре тільки що отримало перемогу, втратило 5 тисяч воїнів без усілякої битви з ворогом.
Агафокл не тільки не зміг використати цю паніку у карфагенському таборі, але й сам потрапив до такої ж пастки. Ті самі лівійці, котрі хотіли перейти на іншу сторону, на тлі сум’яття серед карфагенян повернули назад. Тепер їх наближення сприйняли за ворожу атаку вже у таборі сиракузян, де так само почалась паніка, котра переросла у нічний бій між загонами, які помилково приймали один одного за ворога. У підсумку, втрати Агафокла зросли ще на 4 тисячі осіб. 
Ця невдача призвела до краху всієї африканської експедиції сиракузького тирана. Агафокл втік на Сицилію, а залишки його війська перейшли на сторону карфагенян. 